# Swaziacris fastigiata
Swaziacris fastigiata är en insektsart som beskrevs av Brown, H.D. 1962. Swaziacris fastigiata ingår i släktet Swaziacris och familjen Lentulidae. Inga underarter finns listade i Catalogue of Life.